# لورينزو ديكمان
لورينزو ديكمان (بالإيطالية: Lorenzo Dickmann)‏ (24 سبتمبر 1996 بميلانو في إيطاليا - ) هو لاعب كرة قدم إيطالي في مركز الدفاع. لعب مع نادي نوفارا.

## وصلات خارجية
- لورينزو ديكمان على موقع قاعدة بيانات كرة القدم.إي يو (الإنجليزية)
- لورينزو ديكمان على موقع Soccerbase.com (لاعب) (الإنجليزية)
- لورينزو ديكمان على موقع Soccerway.com (الإنجليزية)
- لورينزو ديكمان على موقع عالم كرة القدم.نت (الإنجليزية)